# Raúl Carranza
Raúl Arturo Carranza (Madrid, España, 12 de septiembre de 1882 - Buenos Aires, Argentina, 14 de julio de 1941) fue un político, militar, y 15º gobernador del entonces Territorio Nacional de Formosa de nacionalidad argentina.

## Biografía
Raúl Arturo Carranza nació en la ciudad de Madrid, España, en el año 1882, siendo sus padres Raúl Alfredo Carranza y su madre Elena Norma Noble. Se trasladó con su familia a Buenos Aires, a los 9 años, en 1892. En 1897, a los 15 años se unió al ejército, pero se retiró 2 años después, en 1899.
A los 19 años, en 1901 contrae matrimonio con Mercedes Pereyra, una joven comerciante santafesina, nacida en 1883. En 1904 nace su primer hijo: Leonardo. En 1906, nace su segundo hijo, Arturo Fernando.
En 1909 se separa de su esposa, y en 1913 se traslada a la Ciudad de Salta. En 1916 conoce al militar Félix Uriburu, del cual se hizo un gran amigo. En 1919 con el gobierno de Yrigoyen, se opone, y se alista con el partido Unión Cívica Radical Antipersonalista en 1924.
En 1922 contrae nuevamente matrimonio, no se sabe el nombre, pero del cual nacieron otros 3 hijos, Francisco (1923), Raúl (1926), y José (1929). En 1930 con el golpe de Estado encabezado por su amigo Félix Uriburu, es nombrado gobernador por este, un año después, en 1931. Por problemas de salud cede su cargo al Coronel Félix Toledo en 1932.
De esta enfermedad no se cura, y fallece en Buenos Aires el 14 de julio de 1941, a los 61 años.